# レッドヘッド・マーダーズ
レッドヘッド・マーダーズ（英: Redhead murders、直訳すると「赤毛殺人事件」）は1978年10月から1992年にかけてアメリカ合衆国で発生した、連続殺人事件とされる赤毛の女性が被害者となった一連の事件のこと。犯人は判明しておらず、事件は未解決のままである。
テネシー州、アーカンソー州、ケンタッキー州、ミシシッピ州、ペンシルバニア州、ウェストバージニア州で発生した。被害者の多くは身元が判明しておらず、遺体は幹線道路沿いに遺棄されていた。当局は、被害者たちはヒッチハイクを試みていた可能性が高いと考えており、売春を行っていた可能性もあると見ている。
当局は、一連の殺人事件は何名による犯行なのか、すべて同一犯による犯行なのか、被害者が何人いるのか、確証を得ていない。被害者は6人から11人いたと考えられている。2023年7月までに、そのうちの6名は身元が判明している。2018年、犯人の呼称として非公式に「バイブルベルト・ストラングラー」(英: Bible Belt Strangler、直訳すると「聖書地帯の絞殺魔」) という名称が考案された。この呼称は遺体が発見された地域に由来する。

## 被害者[注 1]

### ウェストバージニア州ウェッツェル郡の被害者
1983年2月13日、ウェストバージニア州ウェッツェル郡リトルトンの近くの250号線沿いで、白人女性の全裸の遺体が発見された。通報したのは老夫婦で、最初は展示用のマネキン人形だと思っていた。地面には積雪があったが、遺体には雪がなく、遺体はつい最近に遺棄されたようだった。警察は、タイヤ痕と足跡が近くにあることから、被害者は別の場所で殺害された後に発見現場に運ばれてきた可能性が高いと述べた。警察の捜査により、被害者は2日前に死亡しており、性的暴行は受けていないという結論が下された。死因は確定しなかった。頭髪の色は鳶色で、1985年までにはレッドヘッド・マーダーズと関係する可能性があると指摘されていた。
年齢は35歳から45歳と推定され、他の被害者の年齢の中央値よりも上のようである。身長は168 cm、体重は61 kgと見られる。目の色は茶色と推定されるが、死後に目の色が変化した可能性があった。傷痕が2か所あり、1つは典型的な帝王切開の痕で、もう1箇所は人差し指にある。脚と脇は毛が剃られており、身繕いに配慮のあった人物のようで、放浪やヒッチハイクをしていたような人物ではなかったようだ。遺体発見現場の近くで、身長が178 cm、体重が84 kgから91 kgの中年の白人男性を目撃したと述べた人々もいる。被害者はウェストバージニア州ホイーリングのバーの従業員または客として目撃された人物である可能性がある。ウェストバージニア州当局は、この被害者がレッドヘッド・マーダーズと関係していることに懐疑的である。

### リサ・ニコルズ
1984年9月16日、アーカンソー州ウェストメンフィスの近くの州間高速道路40号線沿いで絞殺された女性の遺体が発見された。後に28歳のリサ・ニコルズ (英: Lisa Nichols、ジャービス <英: Jarvis> という姓も使用していた) であると判明した。衣服はセーターしか身につけていなかった。ウェストバージニア州の住民だったことも判明している。当局はしばらくの間、ニコルズの家族の身元が分からず、連絡をとることができなかった。ニコルズは家族とは疎遠になっていたようだ。ニコルズの身元が判明したのは9ヶ月後の1985年6月のことである。身元は指紋により特定された。
ニコルズはレッドヘッド・マーダーズの被害者と考えられている。一連の事件と共通する特徴は、頭髪が赤みがかった色であること、遺体が幹線道路沿いで発見されたことである。ニコルズの遺体はフロリダ州の夫婦により身元が確認された。ニコルズは夫婦の元にしばらくの間滞在していた。ニコルズは幹線道路沿いのトラックサービスエリアから出発した後に殺害された可能性があり、おそらくヒッチハイクしようとしたのだろうとされる。

### ティーナ・ファーマー
1985年1月1日、テネシー州キャンベル郡ジェリコで拘束された女性の遺体が発見された。場所は州間高速道路75号線の南行きの側の向こうの土堤を下ったところである。死後から約72時間経過しており、遺体は腐敗が進行していた。死因は絞殺だった。被害者は白人で、髪は肩までの長さがある赤い巻き毛だった。年齢は17歳から25歳と推定されたが、30歳の可能性もあった。黄褐色のプルオーバー、シャツ、ジーンズを身につけていた。また、遺体は毛布にくるまって発見されており、後に毛布には精液が付着していることが判明した。目は緑色だった。体中にしみがあり、様々な傷痕も見られた (片腕にはやけどの痕もあった)。死亡時に妊娠10週間から12週間の状態だった。上の歯に補修して埋めた痕が部分的に見られ、そのうち2本は義歯だった。
死亡時の身長は155 cmから163 cmと考えられており、体重は50 kgから52 kgだった。
2018年9月6日、指紋から被害者の身元がインディアナ州のティーナ・マリー・マッキニー・ファーマー (英: Tina Marie McKenney Farmer) であると特定されたことが発表された。ファーマーは死亡当時、21歳だった。最後に目撃された場所はインディアナ州インディアナポリスであり、トラック運転手と一緒にいた。ケンタッキー州へ向かったと言われている。ファーマーには1984年に失踪する前に娘が1人いた。ファーマーは当時、家族により失踪が報告されたが、インディアナ州当局は国のデータベースにファーマーの情報を登録しなかった。インディアナ州は他の多くの州と同様に、失踪者の情報をデータベースに登録することを義務づける法律がなかった。

### トレイシー・ウォーカー
1985年4月3日、ビッグ・ホイール・ギャップ・ロードから約180 m離れた場所で、通りすがりの人物により、若い女性の白骨化した遺体の一部が発見された。場所はテネシー州キャンベル郡ジェリコから約6 km南西で、近くに露天掘鉱山がある。死亡してから1年から4年経過していると考えられた。年齢は9歳から15歳と推定された。
死因は確定しておらず、他殺の可能性もある。頭蓋骨を含む32本の骨が現場から回収された。頭蓋骨は完全な状態で、顔面の復元が可能だった。近くではプラスチックのボタンでできたネックレスとブレスレットが発見され、サイズ5のブーツや少数の衣服の断片も回収された。これらの物品は被害者の持ち物だった可能性もあるが、そうでない可能性もある。頭髪や目の色は不明で、年齢は他の被害者の中央値を下回っているが、死の状況からレッドヘッド・マーダーズと関係する可能性がある。
遺体に対する最近の科学的な分析により、被害者は遺体が発見された場所の生まれでないことが示唆された。分析によれば、被害者はフロリダ州あるいは中央テキサスの生まれの可能性が高く、後に中西部、ロッキー山脈諸州、南西部、太平洋沿岸部のいずれかに住んでいたという。
2022年8月30日、被害者の身元がインディアナ州ラファイエットに住む15歳のトレイシー・スー・ウォーカーであることが確認された。民間の遺体鑑定機関とテネシー州の捜査当局の情報分析官の連携により、1978年に同地域でトレイシーに酷似した失踪届が親族から提出されていたことから身元判明に至った。
遺体よりDNAサンプルが採取され国立DNAデータベースセンターに登録されており、そこからノーステキサス大学人間識別センターはトレイシーの身元を特定した。
トレイシーの母親は、ラファイエットの自宅から彼女が家出したことがあると2度報告していた。トレイシーが最後に目撃されたのはショッピングモールで友人と買い物をしている姿だった。

### ミッシェル・ラボーン・インマン
1985年3月31日、テネシー州チーザム郡プレザントビューで赤髪の女性の白骨化した遺体が発見された。遺体は死後3ヶ月から5ヶ月経過したと考えられており、死因は不明である。しかし、遺体が州間高速道路24号線の29番マイル標と30番マイル標の間の区間の付近で発見されたことから、レッドヘッド・マーダーズと関係する可能性がある。
他の一部の被害者とは異なり、被害者は衣服を身につけており、シャツとセーター、ズボン、下着を着ていた。白人であり、身長は152 cmから157 cmだった。体重は確定できなかった。歯を調査したところ、いくらかの叢生や重なりの証拠が見られた。死亡時の年齢は31歳から40歳と考えられた。
2023年7月、テネシー州捜査当局と民間の遺体鑑定機関が被害者はミッシェル・ラボーン・インマン（失踪当時23歳）であると発表した。

### エスピー・ピルグリム

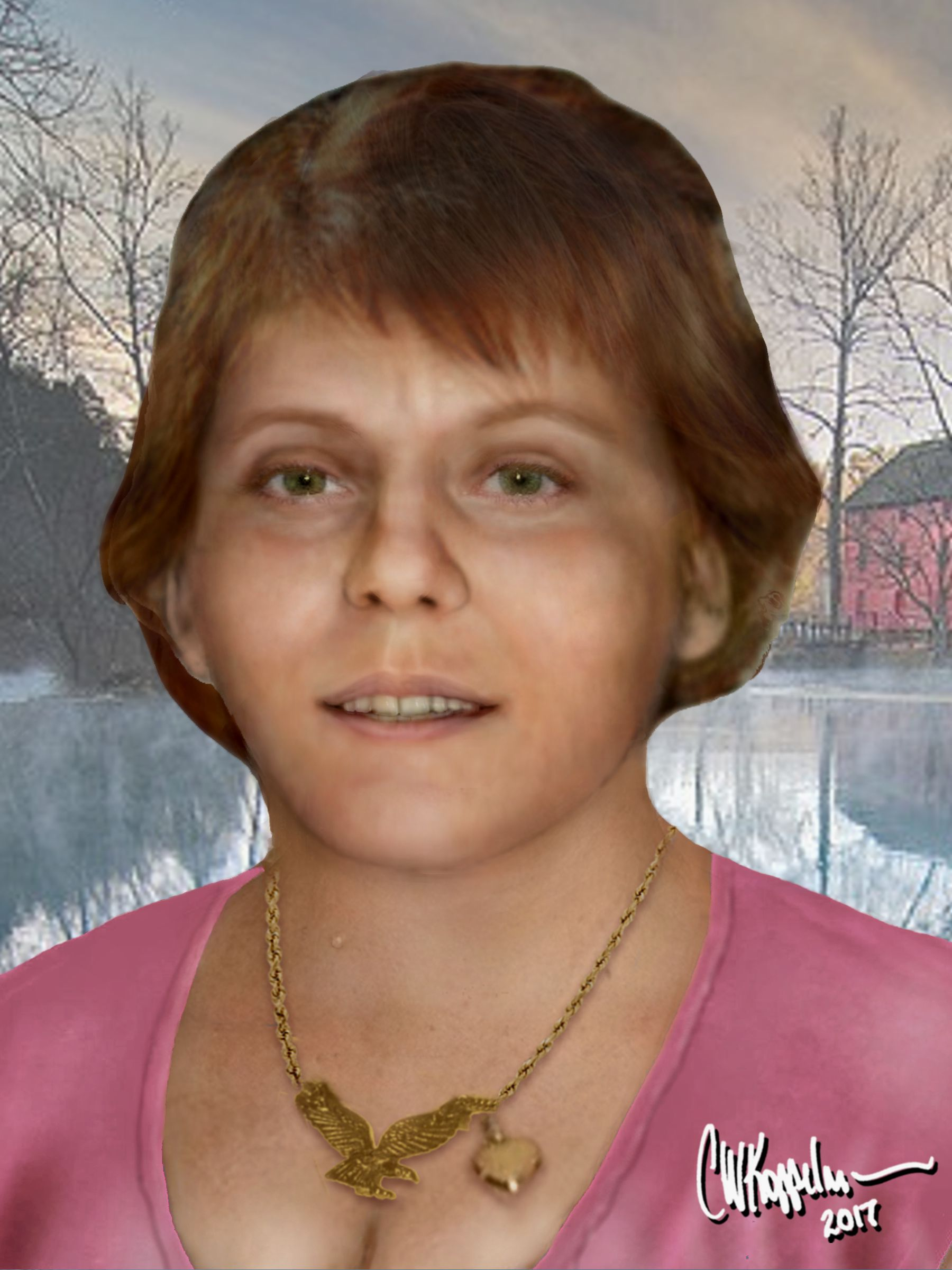
カール・コッペルマンが描いた身元が特定される前に作成されたエスピー・ピルグリムの顔の復元図

1985年4月1日、ケンタッキー州ノックス郡グレイの25号線沿いで、アドミラルの大きな白い冷蔵庫の中から女性の遺体が発見された。死因は窒息だった。死後から数日経過しており、2つの首飾りのペンダント (一方はハート型、他方は金色で鷲を象ったもの)、2足のソックス (一方は白色、他方は白地に緑と黄の縞模様) を除けば何も身につけていなかった。市民ラジオで、被害者はノースカロライナ州まで乗せるように求めていた人物かもしれないという報告があった。この身元不明の被害者の葬儀に500名が参列し、その模様はテレビで放映された。のどかな町だったグレイは事件で騒然となった。
冷蔵庫の前面には"Super Woman"という言葉が転写されていた。遺体の特徴として、ほくろがたくさんあること (首の右側、足首の近く、両胸の下)、上の門歯が黄色く変色していること、腹部に傷痕があることが挙げられる。腹部の傷痕は出産経験があることを示唆する。目は薄茶色で、髪は赤く、30 cmほどの長さだった。これはレッドヘッド・マーダーズの特徴と一致する。検死の後、年齢は24歳から35歳、身長は145 cmから150 cmと断定された。冷蔵庫の近くには靴が1足発見されており、被害者の持ち物の可能性があった。
2013年1月に事件が報じられ、その後に警察はいくらか情報提供を受けた。しかし、寄せられた情報が確実な解決の糸口になるかは不明だった。
2018年10月1日、この女性の身元がノースカロライナ州西部のエスピー・レジーナ・(ブラック)・ピルグリム (英: Espy Regina <Black> Pilgrim) と断定されたことが発表された。DNAが遺体とピルグリムの娘との間で適合した。娘によれば、母親は娘が生後6週間のときに失踪したという。ちなみに、ピルグリムはこの娘よりも前に4人の子供を産んでいた。

### エリザベス・ラモット
1985年4月14日、テネシー州グリーン郡グリーンビルで若い白人女性の遺体が発見された。死後3週間から6週間経過していた。死因は重度の鈍的外傷であり、刺傷も死因の可能性があった。遺体は腐敗が進行していた。警察は指紋やDNA、歯の情報の回収に成功した。妊娠6週間から8週間の状態だったが、死亡する前に流産していた。
年齢は14歳から20歳であると推定された。25歳の可能性もあった。身長は163 cmから168 cm、体重は59 kgから64 kgだった。歯にはわずかに過蓋咬合があり、いくらか詰め物をしていた。このことは生前に歯の治療を受けた経験があることを示す。指の爪には桃色のマニキュアが塗られていた。頭髪は薄茶色から金髪といったところで、一部が赤く染められていた。このため、この事件はレッドヘッド・マーダーズと関係する可能性があると考えられた。
当局は1985年4月後半に指紋から身元を特定できると期待したが、成功しなかった。被害者の身元の候補として6名の行方不明の女性が除外された。
被害者の身元が明らかになったのは2018年11月のことである。当局は被害者の身元はニューハンプシャー州生まれのエリザベス・ラモット (英: Elizabeth Lamotte) であると発表した。死亡時は17歳だった。1984年4月6日に失踪していた。ラモットの身元はDNAから判明した。2017年にニューハンプシャー州警察が家族から採取したDNAプロファイルと適合したのである。ラモットはニューハンプシャー州マンチェスターにあるグループホームに滞在しており、帰休をもらってから二度と家族の元へ帰ってこなかった。ラモットの家族は当初、DNAプロファイルをベアブルック殺人事件の被害者である成人女性と比較することを申し出ていた。ロバート・エバンズ (英: Robert Evans) という名で通っていた事件の被疑者の恋人がエリザベスというファーストネームで知られていたためである (その女性の身元は不明)。エバンズは後にテリー・ペーダー・ラスムッセン (英: Terry Peder Rasmussen) という連続殺人犯であると判明した。

### プリシラ・アン・ブレビンス
1985年3月29日にノースカロライナ州ヘイウッド郡ウェインズビルの州間高速道路40号線沿いで白骨化した女性の遺体が発見された。遺体は10年以上前からその場所に遺棄されていたと考えられており、2012年にDNAと歯の記録から1975年7月7日に失踪したプリシラ・アン・ブレビンス（英：Priscilla Ann Blevins）（失踪当時27歳）であると確認された。彼女の死因は特定されておらず、捜査当局は彼女の失踪に関する捜査の種類を明らかにしていない。彼女は赤みがかったブロンドの髪をしていた

### カレン・ケイ・ニッパーズ
1981年5月25日、治安当局がミズーリ州プラスキ郡ディクソン近郊のハイウェイMMの沈下橋で女性の遺体を発見した。被害者は顔を殴られており、パンティストッキングで首を絞められて殺害されていた。殺害から1日程度経過したものと推測され、被害者は服を着ていたが靴を履いていなかった。年齢は25歳から40歳と推定され、人種は白人とネイティブアメリカンもしくはヒスパニックとの混血と推定された。
被害者は赤髪ではなく黒髪であったが、手口の類似性からレッドヘッド・マーダーズと関連する可能性が指摘されている。被害者はプラスキ郡のジェーン・ドウと名付けられた。後の放射性同位体検査の結果、被害者はミズーリ州で過ごした期間は数年程度であり、人生の大半を米国南東部（テキサス州、ジョージア州、南フロリダ）で過ごした可能性が高いことが判明した。
2019年12月にDNAドゥ・プロジェクトにより被害者はカレン・ケイ・ニッパーズ(英: Karen Kaye Knippers)（1948年12月5日〜1981年5月24日。殺害時32歳）と特定された。

### ロリ・アン・ミーラー・ペネル

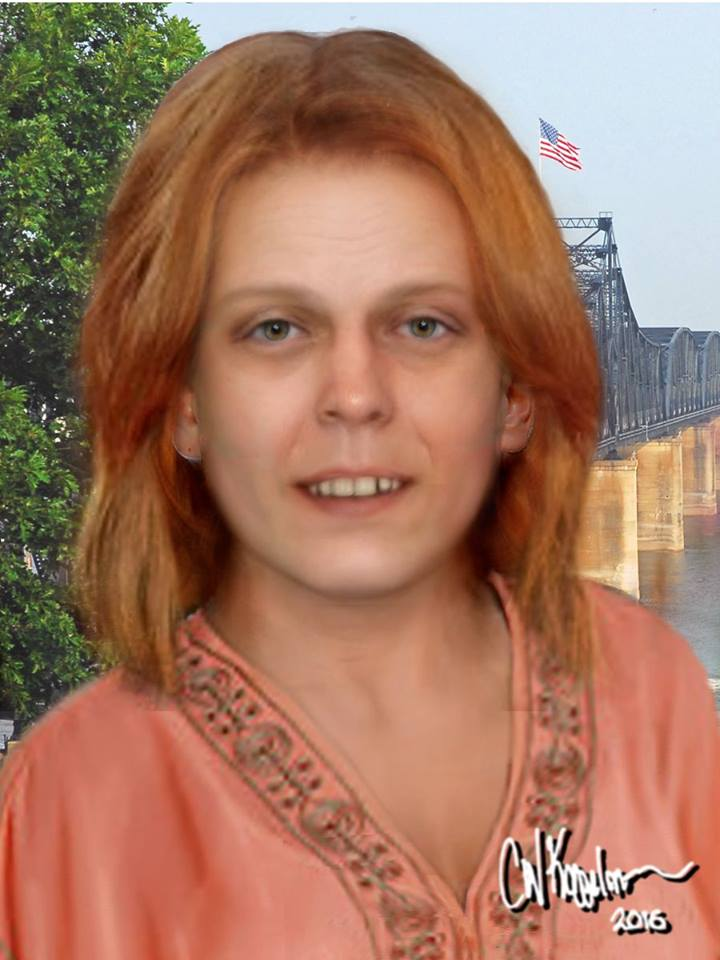
カール・コッペルマンによる身元が特定される前に作成されたロリ・アン・ミーラー・ペネルの顔の復顔図

1985年1月24日の午前7時半ごろ、高速道路78号線を南下していたトラックドライバーがミシシッピ州デソト郡のコールドウォーター・リバー・ブリッジの休憩所近くで女性の遺体を発見した。人種は白人で年齢は20歳から40歳前後。死後数時間経過しており、死因はひもで首を絞められたことによる絞殺。性的暴行を受けた形跡があった。髪の色は赤褐色であり、靴と下着とジャケットは現場からなくなっていた。ヘビースモーカーであり、歯の状態は悪く、下あごの前歯が欠損している。顔にそばかすが多い。深爪であり、両耳に３つずつピアスの穴が開いており、避妊手術（卵管結索術）を受けていた。
2024年3月、ミシシッピ州検死官事務所、デソト郡保安官事務所及び民間の遺体鑑定機関は被害者がロリ・アン・ミーラー・ぺネル(英: Lorie Ann Mealer Pennell)（1962年9月5日〜1985年1月24日。殺害時22歳）であると発表した。

### アーカンソー州プラスキ郡の被害者
1985年4月20日、アーカンソー州プラスキ郡ライトスビルで女性の骨の一部が発見された。人種は白人。推定年齢は30〜40歳前後。1985年頃に死亡したと推測され、身長は約170センチ。毛髪は金髪。左大腿骨を骨折しており、（適切に治療されなかったのか）結合不全がみられた。被害者の死因は公表されておらず特定されていない。本被害者の事件に関する情報は非常に少ない
。

### ベティ・ルー・ウィズリー
1987年8月29日、テネシー州ローン郡の高速道路58号線のゴミ捨て場の近くで女性の遺体が発見された。人種は白人。推定年齢は35歳〜50歳前後。1987年頃に死亡したと推定され、身長は152cmから177cm。毛髪は赤く染められており、地毛は茶色であった。 
背中の左側にほくろがあり、豊胸手術、子宮摘出手術及び気管切開をしていた。歯の状態から喫煙者と思われる。被害者は殺害されたと考えられ、第３胸椎に銃創があり、背骨に22口径の弾丸が残っていた。遺体は焼かれており、犯人が被害者の身元確認作業を妨げるために故意に焼いたと推測されている。
2023年11月30日、テネシー州の捜査当局と民間の遺体鑑定機関は被害者がミズーリ州クリントン郡出身のベティ・ルー・ウィズリー(英：Betty Lou Wisley。1935年12月30生まれ)であると発表した。

### ステイシー・リン・チャホルスキー
1988年12月16日、ジョージア州デイド郡ライジングフォーンの州間高速道路59号線の脇で運輸局の職員が女性の遺体を発見した。人種は白人。推定年齢は16歳から35歳。毛髪は赤褐色。カルバン・クラインのジーンズをはき、ブルーの防寒シャツを着て、ハートのついたピンキーリングをはめていた。死因は絞殺。殺害される前に性的暴行を受けていた。死亡時期は1988年9月～12月頃。遺体発見現場とは別の場所で殺害されたと考えられている。アメリカ犯罪史上最悪の殺人鬼であるサミュエル・リトルが彼女の殺害を告白したが、現場に残された遺留物と彼のDNAは一致しなかった。
2022年3月15日、ジョージア州の捜査当局と民間の遺体鑑定機関は被害者がミシガン州マスキーゴン郡出身のステイシー・リン・チャホルスキー（英：Stacy Lyn Chahorski。殺害当時19歳）であると発表した。母親にノースカロライナ州からヒッチハイクしてミシガン州に戻ると電話しており、その際に被害に遭ったと推測されている。
2022年9月7日、ジョージア州捜査当局はトラックの運転手であり、デイド郡を配達エリアにしていたヘンリー・フレデリック・”ホス”・ワイズ（英：Henry Fredrick “Hoss” Wise。犯行当時34歳）がステイシーを殺害した犯人であると発表した。ワイズには前科（窃盗、暴行、警察官への攻撃）があり、スタントドライバーでもあった彼は1999年にスタント中の事故で焼死していた

### ドナ・スー・ネルトン
1990年5月7日、アーカンソー州ベントン郡ロジャースのハイウェイ102号線沿いで女性の遺体の一部が発見された。この地域はオクラホマ州とミズーリ州の州境に近い。被害者のものと思われる数本の骨及び頭蓋骨の周辺からは散弾銃の弾丸及び中綿が見つかった。人種は白人、推定年齢は25歳から35歳程度、身長は5.5-5.8フィート（167-176cm）。両方の大腿骨に骨膜炎が認められる。
近隣の住民が1990年の2月頃に遺体発見現場で火災の発生を目撃していたが捜査等は行われなかった。住民は誰かがごみを燃やしていると思ったという。捜査当局は犯人が被害者の身元確認を困難にするため、被害者若しくは被害者の骨を車で轢いた可能性があると考えている。被害者は射殺された後に遺体に火をつけられており、復顔も困難だった。
2022年10月25日、ベントン郡保安官事務所と民間の遺体鑑定機関は被害者がドナ・スー・ネルトン（英：Donna Sue Nelton。失踪当時28歳）であると発表した。FBIは被害者が失踪する1989年の秋頃に被害者のボーイフレンドであったジョージ・アルビン・ブルトン（英：George Alvin Bruton）が被害者を殺害したと考えている。
ブルトンは1979年にFBI10大最重要指名手配に掲載された過去があり、ユタ州で人質を取って２人の警察官を負傷させた罪で服役し、1988年に保釈された。他にも無数の犯罪を犯しており、1989年9月にはノースカンザスシティで仲間とともに被害者の所持品をゴミ箱に廃棄したところを目撃されており、ブルトンの保有する駐車場で被害者の車が発見された。またある情報筋に”ドナ”という名前の女性を殺害したことを認めていた。
FBIはブルトンの所有地を捜索したが被害者につながる証拠は発見できなかった。ブルトンは薬物に関する罪で終身刑を受け、2008年に獄中死した。

## 捜査
被害者のほとんどは、存命の家族と疎遠になっているか、近くに住んでいないといった理由のために、身元が不明のままになっていると考えられている。遺体が発見された州の生まれではない可能性もある。1985年、グリーン郡の被害者の遺体が発見されてからまもなく、ペンシルバニア州、テネシー州、アーカンソー州、ミシシッピ州は連邦捜査局に事件の捜査の援助を求めた。被害者や犯行現場の特徴の一部は一貫性がない。被害者の着衣の有無に差異があり、また、一部の被害者は殺害される前に性交渉を行っていた。ほかに、テキサス州で4人の遺体が発見されており、1981年にオハイオ州で1人の遺体が発見されているが、この5名の被害者は1985年にレッドヘッド・マーダーズの犠牲者ではないと認定された。なお、オハイオ州で発見された遺体は「バックスキン・ガール」(英: Buckskin Girl) と呼ばれていたが、後にマーシャ・キングという人物のものであると判明した。
被疑者と見なされた人物もいる。1985年ごろ、37歳のトラック運転手ジェリー・レオン・ジョーンズ (英: Jerry Leon Johns) が赤髪の女性を襲い、絞殺しようとした。ジョーンズは襲った女性が死亡したと思い込み、幹線道路の近くに置き去りにした。後にレッドヘッド・マーダーズの犯人の候補からは除外されたが、1987年に女性の誘拐で有罪となった。被疑者から除外されたものの、2016年に、ジョーンズのDNAは統合DNAインデックス・システムによりティーナ・ファーマー殺害事件の犯人のものと一致することが確認されたと公表された。ジョーンズは2015年に獄中にて67歳で死亡した。ジョーンズは逮捕される前はテネシー州クリーブランドに住んでいた。他のレッドヘッド・マーダーズの被害者を殺害した犯人かどうかは明言されていない。
ほかにも被疑者が存在した。ペンシルバニア州の32歳のトラック運転手が、インディアナ州で若い女性を誘拐し、強姦した。被害者はどうにか逃亡することができた。この被疑者も、テネシー州警察にレッドヘッド・マーダーズの犯人ではないかと疑われたが、捜査の対象から外された。
2018年、テネシー州のエリザベストン高校で社会学の授業を受けた生徒たちが、講師の助力を受けつつレッドヘッド・マーダーズについて研究した。授業では犯人を「バイブルベルト・ストラングラー」と名付けた。FBIのプロファイラーからの情報を発展させ、犯人は1936年から1962年生まれ (1985年当時は23歳から49歳) の白人男性であり、州間高速道路40号線を頻繁に利用するトラック運転手の仕事をしていた人物である可能性が高いとした。身長は175 cmから188 cm、体重は82 kgから122 kgと推定した。テネシー州ノックスビルあるいはその周辺を拠点として仕事をしていた可能性が高いと推定した。なお欧米においては、伝統的に赤毛に対する偏見が存在した。当事件がこの偏見に基づいて行われた物かは定かではない。